# John Latham (ornitolog)
John Latham (ur. 27 czerwca 1740 w Eltham, zm. 4 lutego 1837) – brytyjski lekarz, ornitolog i przyrodnik.
Latham nazywany był dziadkiem australijskiej ornitologii, ponieważ zbadał, nadał nazwy i sklasyfikował wiele okazów ptaków, które przewiezione zostały z Australii do Anglii w latach 80. i 90. XVIII wieku. Należą do nich m.in.: emu, kakadu biała, orzeł australijski, lirogony czy dzierzbowron. Był także pierwszym badaczem, który opisał arę hiacyntową.
Pracował także jako lekarz w Dartford, w hrabstwie Kent, gdzie prowadził badania ornitologiczne nad pokrzewką kasztanowatą. Przeszedł na emeryturę w roku 1796 i osiadł w hrabstwie Hampshire w Anglii.

## Publikacje
- A General Synopsis of Birds[1] (1781–1801)
- Index ornithologicus[2] (1790)
- General History of Birds[3] (1821–1828)

A General Synopsis of Birds Lathama było pierwszym na świecie opracowaniem ornitologicznym ze 106 ilustracjami wykonanymi własnoręcznie przez autora. Publikacja opisuje wiele nowych gatunków, które Latham odkrył w różnych muzeach i zbiorach. W pozycji tej, podobnie jak inny znany przyrodnik Georges-Louis Leclerc, hrabia de Buffon, nie przywiązywał wagi do nazw gatunków, które opisywał. Dopiero później zdał sobie sprawę, że jeśli opisywałby gatunki, korzystając z dwuczłonowej klasyfikacji, opracowanej przez Karola Linneusza, dostąpiłby możliwości nadawania epitetu gatunkowego pochodzącego od jego nazwiska. Kiedy zorientował się, jak duży popełnił błąd, to szybko opublikował w 1790 r. zestawienie wcześniej opisanych przez siebie ptaków pt. Index Ornithologicus, z naniesionymi poprawkami. Jednak było już za późno, ponieważ niemiecki entomolog Johann Friedrich Gmelin zdążył tymczasem wydać uzupełnioną 13. edycję Systema Naturae Linneusza, w której dał naukowe nazwy gatunkom, także tym z książki Lathama A General Synopsis of Birds. Gmelin uwzględnił zasady nomenklatury dwumianowej i dzięki temu jego nazwisko widnieje w nazwach niektórych gatunków opisanych kilka lat wcześniej przez Johna Lathama.
Latham utrzymywał regularną korespondencję z takimi osobistościami ze świata nauki, jak: Thomas Pennant, Joseph Banks, Ashton Lever i wieloma innymi. Od 1775 roku należał do Royal Society, miał także swój znaczny udział w tworzeniu Towarzystwa Linneuszowskiego w Londynie.